# Daleka Obala

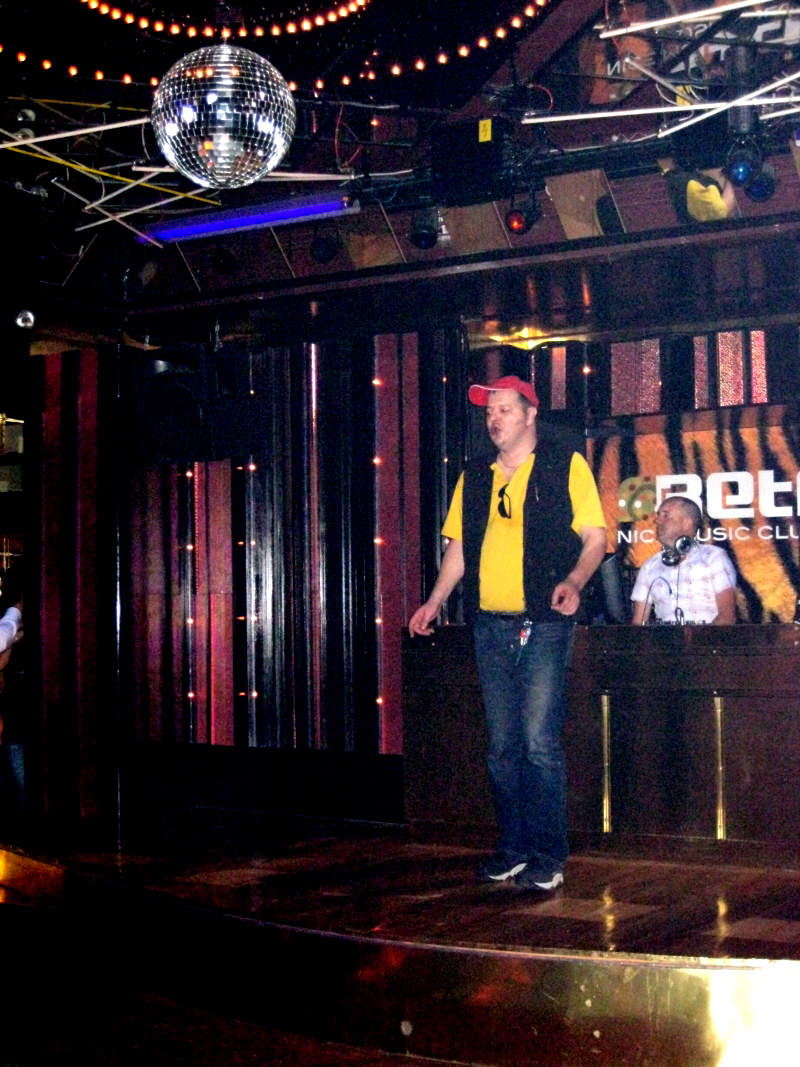
Marijan Ban

Daleka obala (en français, « rivage lointain ») est un groupe de rock croate de Split. Le groupe est composé de Marijan Ban, Jadran Vušković, Boris Hrepić et Zoran Ukić. Deux membres du groupe ont quitté le groupe pour former The Obala qui a enregistré deux CD.

## Discographie
1. Daleka obala (1990)
2. Ludi mornari dolaze u grad (1992)
3. Mrlje (1993)
4. Morski pas (1994)
5. Di si ti (1997)
6. Od mora do mora  (1998)
7. 1999-2000 (1999)
8. Uspomena - Sve Najbolje Uzivo (2002) (live album)